# 신천동 (대구)
신천동(新川洞)은 대한민국 대구광역시 동구의 법정동이다.
동대구복합환승센터와 도시철도 동대구역이 있어서, 철도 동대구역 소재지인 신암4동과 더불어 대구광역시의 대형 시외교통 거점 역할을 하는 동이다.

## 유래
조선시대 정조 3년 대구판관 이서가 시가지를 가로질러 흐르던 하천에 제방을 쌓고 현재의 신천동 물줄기를 돌려 만들었는데, 새로난 하천(신천)의 가장자리에 있다 하여 신천동이라 부르게 되었다.

## 연혁
- 1914년 3월 5일 경상북도 달성군 수성면 신천동
- 1963년 1월 1일 대구시 동구 신천동
- 1981년 7월 1일 대구직할시 동구 신천1동
- 1995년 1월 1일 대구광역시 동구 신천1동(법률 제4789호)
- 1998년 9월 1일 대구광역시 동구 신천1동과 신천2동을 통합 신천1·2동으로 명칭 변경
- 1999년 9월 1일 대구광역시 동구 신천1·2동 주민자치센터 개소[1]

## 교통
- 동대구역 (도시철도)
- 동대구복합환승센터

## 쇼핑
- 송라시장
- 신세계백화점 대구점

## 교육
- 신천초등학교
- 효신초등학교
- 청구중학교
- 청구고등학교

## 주요 시설
- 대구동부소방서
- 동대구세무서
- 대구상공회의소
- 대구무역회관

## 아파트
| 단지명                  | 건설사                                          | 시행사                                               | 주소                    | 입주            | 비고                            |
| ----------------------- | ----------------------------------------------- | ---------------------------------------------------- | ----------------------- | --------------- | ------------------------------- |
| 신천주공 2단지          | 삼협개발㈜                                      | 대한주택공사                                         | 동구 국채보상로155길 54 | 1998년 9월      |                                 |
| 신천역 더뷰파크         | 호반건설산업㈜ ㈜문주건설                       | 대한주택공사                                         | 동구 동부로 20          | 2002년 10월     | '신천주공그린빌 3단지'에서 변경 |
| 신천역 센트럴 리버파크  | 서희건설                                        | 한국토지주택공사                                     | 동구 동부로 26          | 2011년 3월      | '신천 휴먼시아 5단지'에서 변경  |
| 신천 휴먼시아 6단지     | 삼미건설㈜ 동원개발                             | 한국토지주택공사                                     | 동구 송라로11길 39      | 2011년 1월      |                                 |
| 신천 청아람             | 한신공영 빅스타건설㈜ ㈜평산종합건설 백산건설㈜ | 대구도시개발공사                                     |                         | 2009년 11월     |                                 |
| 동신우방타운            | ㈜우방                                          | 동신제2지구 재건축조합                               | 동구 송라로11길 86      | 1996년 10월     |                                 |
| 푸른타운 우방           | ㈜우방                                          | ㈜우방주택                                           | 동구 국채보상로159길 41 | 1996년 6월      |                                 |
| 동대구역 우방아이유쉘   | ㈜우방                                          | ㈜다온플러스 ㈜아시아신탁 동대구신천3동 지역주택조합 | 동구 동부로 115         | 2022년 5월      |                                 |
| 화성파크드림 이스트밸리 | ㈜화성개발                                      | ㈜유안                                               | 동구 송라로10길 34      | 2008년 9월      |                                 |
| 신천 두산위브           | 두산건설                                        | ㈜백선                                               | 동구 국채보상로 829     | 2008년 9월      |                                 |
| 더샵 디어엘로           | 포스코이앤씨                                    | 동신천연합 주택재건축 정비사업조합                   | 동구 화랑로 33          | 2024년 2월      |                                 |
| 동대구 반도유보라       | 반도건설                                        | 신천3동 주택재건축 정비사업조합                      | 동구 송라로16길 11      | 2018년 2월      |                                 |
| 신천자이                | ㈜지에스건설                                    | ㈜지에스건설                                         | 동구 신암로16길 25      | 2013년 8월      | 구 영신중·고등학교 부지         |
| 동대구역 센트럴시티자이 | ㈜지에스건설                                    | 세경씨앤디㈜                                         | 동구 송라로10길 33      | 2022년 8월 입주 |                                 |